# 東大阪市立大蓮東小学校
東大阪市立大蓮東小学校（ひがしおおさかしりつ おおはすひがししょうがっこう）は、大阪府東大阪市大蓮南二丁目にあった公立小学校。

## 概要
校名は「大蓮東」だが、所在地は「大蓮南」にある。学校敷地は、小学校の校区外（大蓮小学校校区）にある。東大阪市の南西部を校区とし、校区は八尾市に接している。
児童数の増大にともない、1977年に隣接する長瀬東小学校から分離して創設された。校庭が極端に狭く、プールもないが、隣接する久宝寺緑地の敷地を使って行事や授業を行う場合もある。創立されたころは児童数が700名を超えることもあったが、校区の高齢化に伴い児童数は減少しており、各学年1クラス、総児童数150名ほどの小規模校となり、2015年3月をもって閉校した。

## 沿革
- 1977年3月 - 東大阪市立長瀬東小学校にて分離式を行う。
- 1977年4月 - 東大阪市立大蓮東小学校として開校。新学年で5年生以下が所属。当初は長瀬東小学校に仮校舎をおく。

6年生はあと1年だけという配慮から、新学校には所属せず、長瀬東小学校から卒業した。
- 1977年9月1日 - 現在の校舎に移転。
- 1977年9月22日 - 校舎の竣工式を挙行、創立記念日とする。
- 2015年3月31日 - 東大阪市立大蓮小学校へ統合。

## 通学区域
- 東大阪市 大蓮東三丁目、大蓮東四丁目1～11番、大蓮東五丁目。

卒業生は基本的に東大阪市立長瀬中学校に進学する。

## 交通
- 近鉄大阪線 弥刀駅。
- 近鉄大阪線 久宝寺口駅 南西へ約1.1km。